# Judéo-portugais

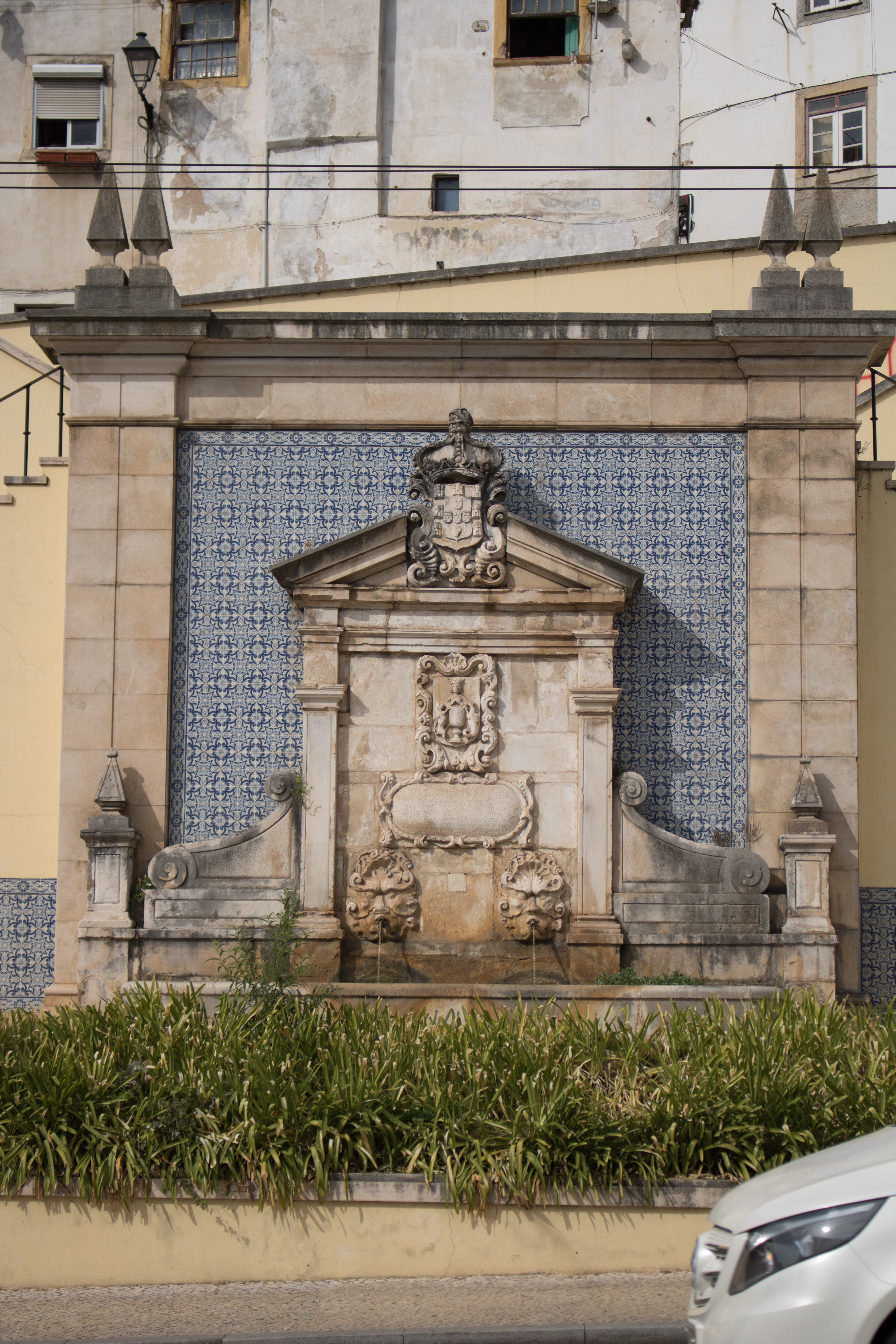
Fonte Nova / Fonte dos Judeus, à Santa Cruz, Coimbra (Portugal)

Le judéo-portugais était une variante, aujourd’hui éteinte, de la langue judéo-espagnole. Elle était la langue vernaculaire des Juifs portugais avant le XVIe siècle. Des textes étaient écrits en caractères hébreux dits aljamiado ou à l’aide de l’alphabet latin.
Très proche du portugais, le judéo-portugais a été parlé par la diaspora jusqu’au début du XIXe siècle.